# Sissinghurst
Sissinghurst est un village du Kent, en Angleterre.